# Nicola Sautter
Nicola Sautter (* 13. April 1969 in Hamburg) ist eine deutsche Ernährungsberaterin und Autorin. Bekannt wurde Nicola Sautter durch das von ihr entwickelte Welleat-Ernährungskonzept sowie durch die TV-Sendungen „Besser Essen“, „Galileo“ (beide Pro7), Sat.1-Frühstücksfernsehen, BR-Pressetalk sowie die RTL-II-Dokusoap „Abenteuer Afrika“. Seit Januar 2011 moderiert Nicola Sautter die Sendung „In Balance“ auf HSE24.

## Veröffentlichungen
- Mein Welleat-Konzept. Zabert Sandmann, München 2006, ISBN 978-3-89883-162-8.
- besser essen. Zabert Sandmann, München 2007, ISBN 978-3-89883-164-2.
- besser essen 2. Zabert Sandmann, München 2008, ISBN 978-3-89883-184-0.
- Wellcook. Zabert Sandmann, München 2008, ISBN 978-3-89883-191-8.
- Welleat: – Der 4 Wochen-Plan. Zabert Sandmann, München 2010, ISBN 978-3-89883-270-0.